# 무성 권설 마찰음
무성 권설 마찰음(無聲捲舌摩擦音)은 자음의 하나로 치조후에서 혀끝을 말아 만드는 무성 마찰음이다.
폴란드어의 Sz 등이 이 소리를 낸다.

## 발음의 예
- 우크라이나어, 러시아어: Ш에서 이 소리가 난다.
- 폴란드어: sz에서 이 소리가 난다.
- 슬로바키아어: š에서 이 소리가 난다.
- 표준 중국어, 눠쑤어: 병음 sh에서 이 소리가 난다.